# Saugnac-et-Cambran
Saugnac-et-Cambran (gaskonsko Saunhac e Cambran) je naselje in občina v francoskem departmaju Landes regije Akvitanije. Naselje je leta 2009 imelo 1.583 prebivalcev.

## Geografija
Kraj leži v pokrajini Gaskonji ob reki Luy, 7,5 km jugovzhodno od središča Daxa.

## Uprava
Občina Saugnac-et-Cambran skupaj s sosednjimi občinami Bénesse-lès-Dax, Candresse, Dax, Heugas, Narrosse, Oeyreluy, Saint-Pandelon, Seyresse, Siest, Tercis-les-Bains in Yzosse sestavlja kanton Dax-Jug s sedežem v Daxu. Kanton je sestavni del okrožja Dax.

## Zanimivosti
- cerkev sv. Petra iz 13. stoletja,
- dvorec Château d'Oro iz začetka 19. stoletja, s francoskim vrtom.